# Gonzalo Heredia
Gonzalo Heredia (Buenos Aires, Argentina, 26 de março de 1982) é um ator argentino.

## Trabalhos
- 2016 - Los ricos no piden permiso - Agustín
- 2014 - Mis amigos de siempre - Julián
- 2012 - Lobo "Lucas Moreno"
- 2011 - Los Únicos "Participação - Ele mesmo"
- 2009 - Valientes "Enzo Sosa"
- 2007 - Mujeres de nadie "Rolo"
- 2007 - El Otro y el mismo
- 2006 - Chiquititas Sin Fin "Mateo Von Baver"
- 2005 - Una Familia especial "Diego"
- 2005 - Ronda nocturna "Víctor"
- 2005 - Meykinof - como ele mesmo
- 2004 - Frecuencia.04 "Pedro"
- 2004 - Culpable de este amor
- 2003 - Dr. Amor
- 2003 - Tres padres solteros
- 2002 - Maridos a domicilio "Chango"
- 2002 - El Día del retiro "Alejandro"
- 2001 - Enamorate "Máximo 'Maxi' Correa"
- 2001 - Reality Reality - ele mesmo